# 依希来木其乡
依希来木其乡，是中华人民共和国新疆维吾尔自治区阿克苏地区温宿县下辖的一个乡镇级行政单位。

## 行政区划
依希来木其乡下辖以下地区：
克孜勒都维村、依希来木其村、阿克托格拉克村、阔依其村、拜什买热克村、海楼村、苏鲁瓦村、强尕克村、依来克村和斯也克村。